# Gregori de Nazianz
Gregori de Nazianz (grec: Γρηγόριος ὁ Ναζιανζηνός, Grigórios ho Nazianzinós) o Gregori el Teòleg (grec: Γρηγόριος ὁ Θεολόγος, Grigórios ho Theologos; 329, Arianz - ib., 25 de gener del 390) fou un teòleg i Doctor de l'Església.
Conegut pel seu coratge i fervor en la defensa de la doctrina del Concili de Nicea, fou un dels més importants religiosos de l'Església grega, considerat àmpliament com l'estilista retòric més consumat dels Pares de l'Església, i va infondre l'hel·lenisme a l'església primitiva, establint el paradigma dels teòlegs i funcionaris de l'església romans d'Orient. És venerat com a sant per la majoria de confessions cristianes. Va deixar diversos escrits, discursos i sermons, cartes, poemes i el seu testament.

## Biografia

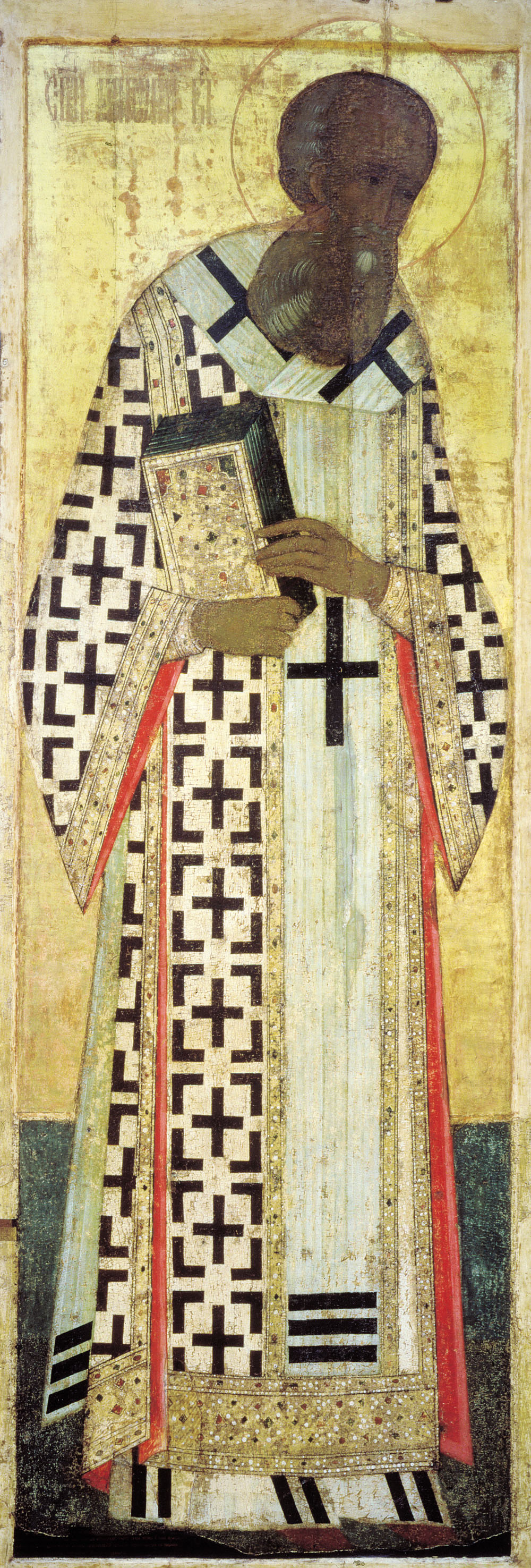
Icona del representant Gregori de Nazianz.

Va néixer a Arianz, prop de Nazianz (Capadòcia), però va agafar el nom de «Nazianzè» en honor del seu pare. El seu naixement se situa vers el 329. Era fill de Gregori de Nazianz el Vell i de Nonna, ell bisbe i ella una devota. Un somni el va fer decidir per una vida d'ascetisme i celibat.
Després de la seva educació va anar a Palestina, on va estudiar eloqüència, i després a Alexandria per acabar a Atenes. Per anar a aquesta ciutat va agafar un vaixell i pel camí va patir una gran tempesta que el va espantar molt, i va pregar a Crist que si el lliurava, dedicaria la seva vida al seu servei, ja que encara no havia estat batejat. Va arribar a Atenes sobre el 350 i allí va estudiar llenguatge, poesia, retòrica, filosofia, matemàtiques, física i música. A Atenes va agafar amistat amb Basili de Cesarea i també va conèixer Flavi Claudi Julià, que més tard es convertiria en emperador. A Atenes, Gregori va estudiar amb els retòrics Himeri de Prusa i Proeresi, i es creu que va ser batejat allà, o poc després del seu retorn a Capadòcia. En endavant només es va dedicar a la vida ascètica i contemplativa, fins que vers el 361 fou cridat pel seu pare i llavors fou nomenat prevere, i encara que de moment va refusar exercir finalment va tornar a casa i va donar el primer sermó el 362.
Quan Julià l'Apòstata va succeir a Constanci II, Gregori aviat s'hi va enfrontar i el seu germà Cesari es va retirar de la cort del nou emperador. La mort de Julià (363) fou celebrada per Gregori en dos discursos contra l'emperador (λόγοι στηλιτευτικοί, Orat. III i IV.), però no foren llegits.
El 364 el seu amic Basili fou deposat pel seu bisbe Eusebi i enviat al Pont i Gregori el va acompanyar i va aconseguir la reconciliació amb Eusebi el 365. després va estar uns anys a Nazianz, on els seus pares eren ja vells i estaven malalts i on el seu germà Cesari va morir vers el 368 o 369. El pare i la seva germana Gorgònia van morir el 374. Per tots ells va fer panegírics.
Basili fou nomenat bisbe de Cesarea el 370 i va nomenar a Gregori el seu prevere però Gregori va refusar l'oferiment. Una mica després Basili, com a metropolita de Capadòcia, va crear un bisbat a la pobre ciutat de Sasima i va nomenar bisbe a Gregori (372) probablement amb la intenció de tenir un suport contra Àntim bisbe de Tiana, enemic de Basili i que d'altra banda considerava Sasima com a part de la seva seu. Gregori no va voler acceptar el nomenament.
Va exercir de bisbe auxiliar a Nazianz fins a la mort del pare (374) amb uns 100 anys i Gregori va fer l'oració fúnebre en presència de la mare Nonna i de Basili; aquest va aconseguir que continués al capdavant del bisbat de Nazianz. Com que la seu no era coberta, el 375 la va deixar i va anar a Selèucia d'Isàuria on va romandre quatre anys en vida ascètica.
El 379 el sínode d'Antioquia i l'arquebisbe Meleci el van nomenar patriarca de Constantinoble per iniciar la defensa de l'ortodòxia contra els arrians, els novacians, apol·linarians i altres i per mitjà de discursos i llibres va combatre amb èxit aquestes tendències. El dissabte Sant de 379, una turba d'arrians va irrompre a la seva església durant el culte, ferint Gregori i matant un altre bisbe. Màxim el Cínic, aliat amb Pere II d'Alexandria, va intentar apoderar-se de la posició de Gregori i fer-se ordenar bisbe de Constantinoble. Gregori, commocionat, va decidir renunciar al seu càrrec, però la facció fidel a ell el va induir a quedar-se i expulsar a Màxim. Gregori va romandre a la capital, excepte un breu període d'exercicis espirituals, i el novembre del 380 va arribar Teodosi I el Gran i va rebre a Gregori mostrant un especial favor i li va prometre el seu suport; Teodosi va fer que els arrians haguessin de lliurar als catòlics totes les seves esglésies a la ciutat i amb suport de la guàrdia imperial Gregori va entrar a la gran església de Constantinoble al costat de Teodosi. Durant l'ofici el sol va il·luminar l'església i això fou considerat un senyal i tots els bisbes van demanar a l'emperador de fer a Gregori bisbe de la ciutat, que va haver d'acceptar.
Al començament del 381 Teodosi va convocar un concili ecumènic a Constantinoble que va confirmar a Gregori en el càrrec, i a més fou president del consell de bisbes per la mort sobtada de Meleci. Els seus enemics van començar l'ofensiva i el van acusar d'exercir el bisbat de Constantinoble després d'haver estat ja bisbe de Nazianz, i Gregori, poc conflictiu, va renunciar-hi i va tornar a Capadòcia i a Nazianz, on el bisbat romania vacant, va exercir un temps més fins al 383 en què el seu cosí Eulali el va substituir.
Llavors es va retirar a les seves terres a Arianz, on es va dedicar a la meditació. Va morir el 389 o 390.

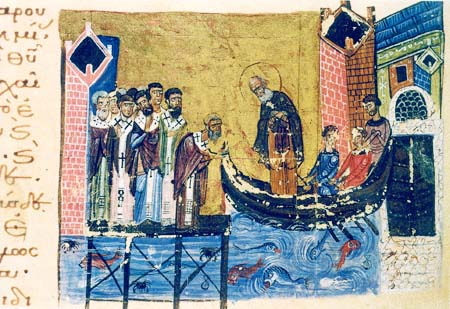
Il·luminació d'un text grec representant l'arribada de Gregori de Nazianz. (data desconeguda)
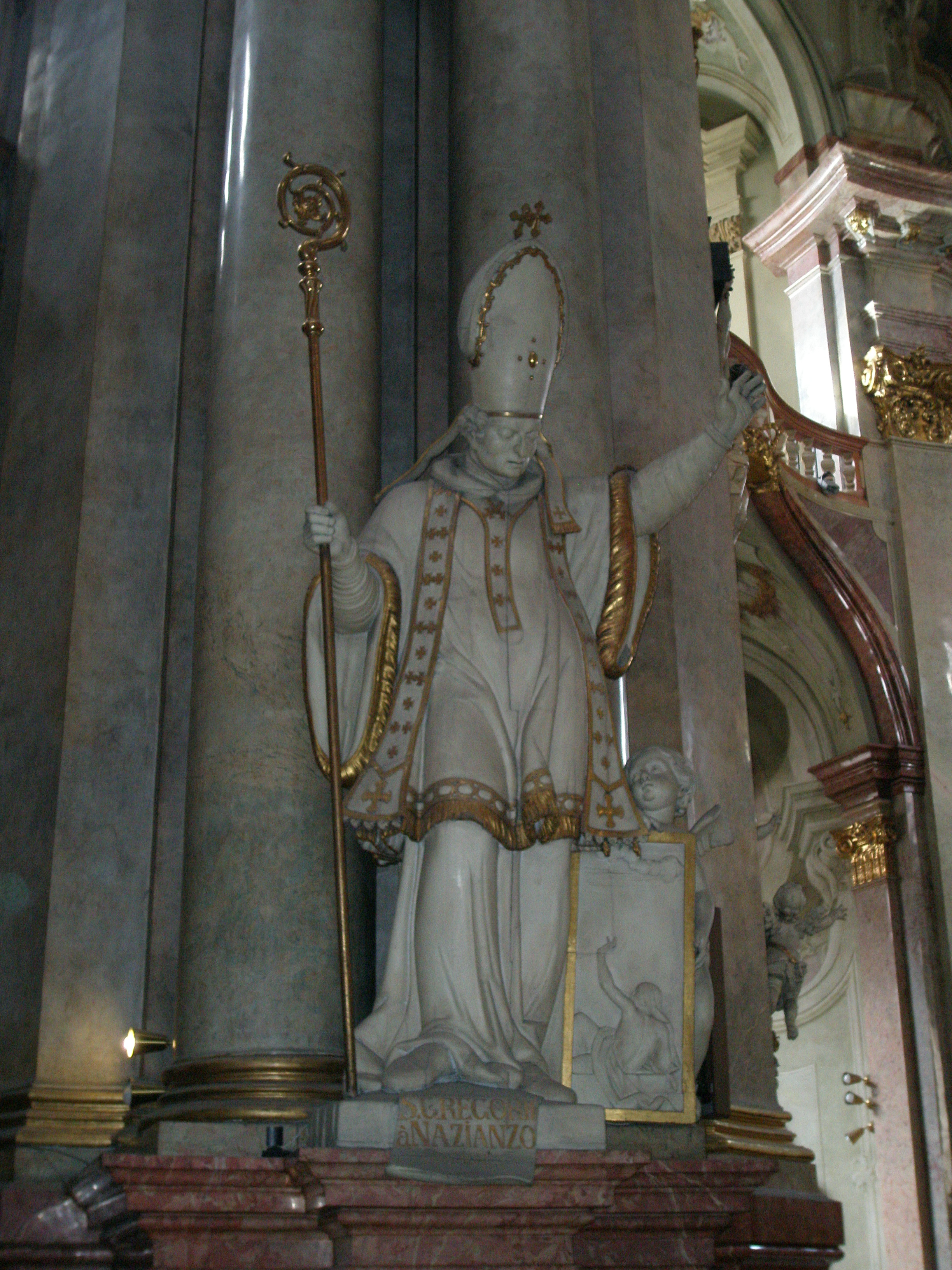
Estàtua a S. Nicolau de Mala Strána (Praga), segle xviii
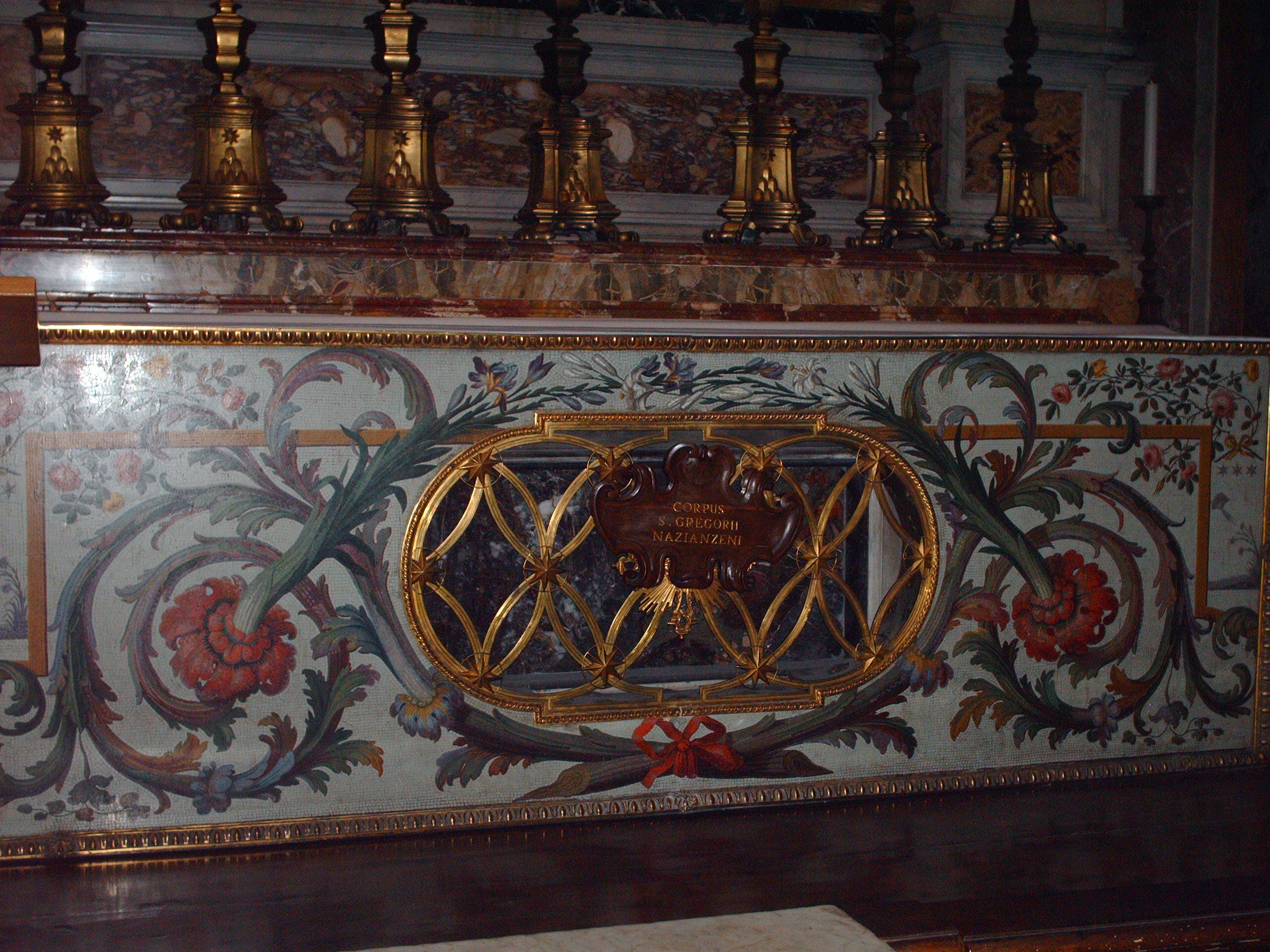
Sepulcre a S. Pere del Vaticà, on hi hagué el cos del sant fins al 2004)
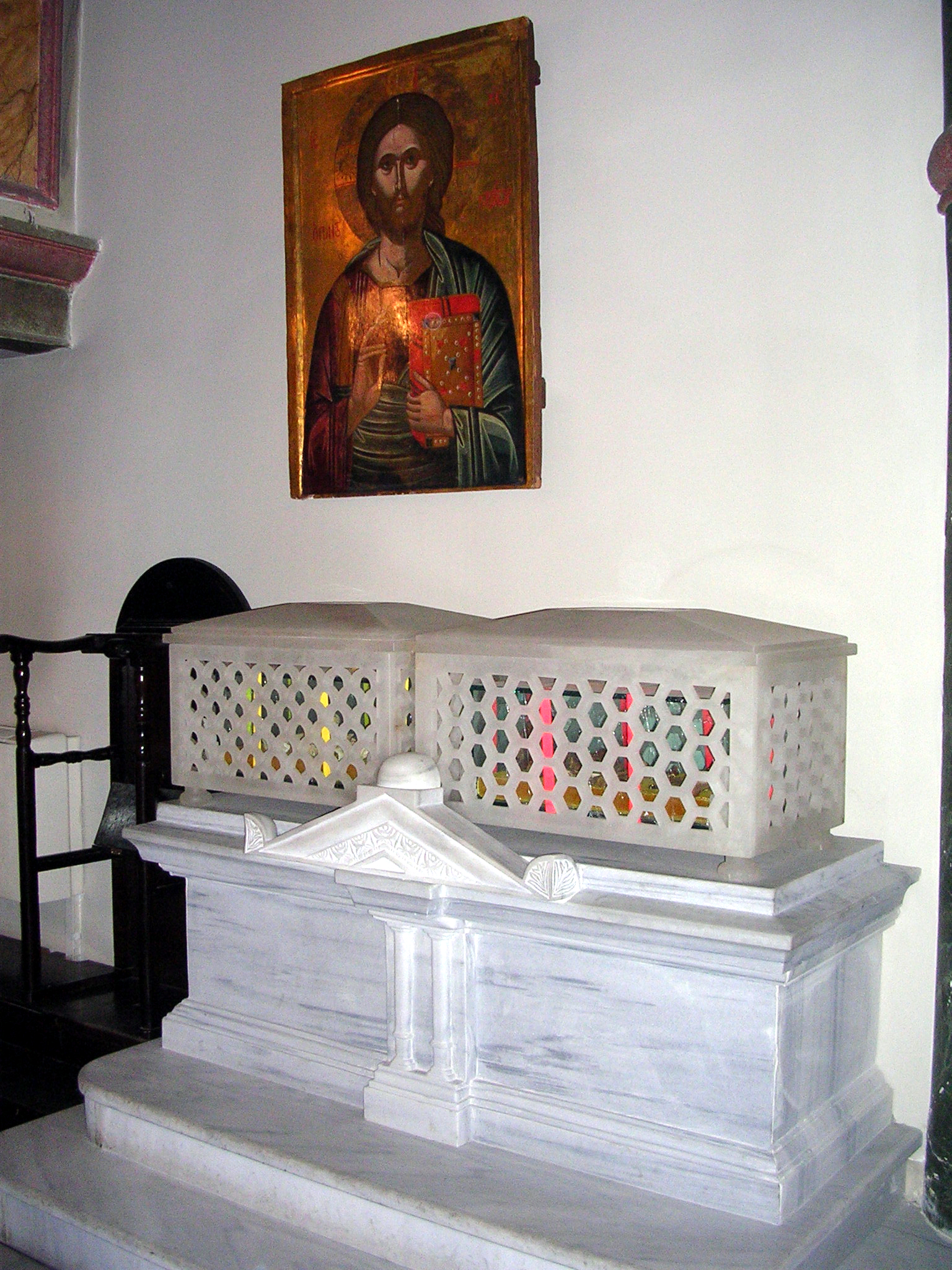
Sepulcre de Gregori i Joan Crisòstom a S. Jordi d'Istanbul

## Llegat

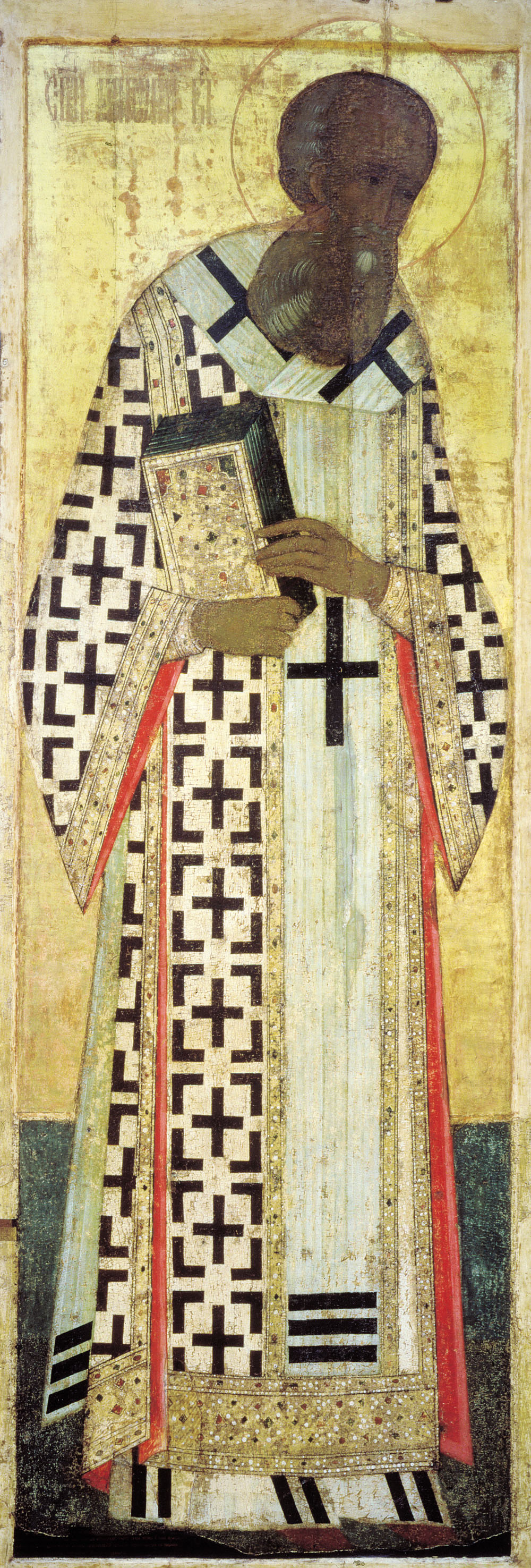
Andrei Rubliov, Gregori de Nazianz, (1408), Catedral de la Dormició, Vladímir.

### Obres teològiques i altres
Les contribucions teològiques més significatives de Gregori van sorgir de la seva defensa de la doctrina de la Santíssima Trinitat. És especialment conegut per les seves contribucions al camp de la pneumatologia, és a dir, la teologia sobre la naturalesa de lEsperit Sant. En aquest sentit, Gregori és el primer a utilitzar la idea de processó per descriure la relació entre l'Esperit i la Divinitat: L'Esperit Sant és veritablement Esperit, que surt del Pare de fet, però no a la manera del Fill, perquè no és per generació, sinó per processó, perquè he d'encunyar una paraula per claredat. Encara que Gregori no desenvolupa completament el concepte, la idea de processó donaria forma a la majoria del pensament posterior sobre l'Esperit Sant.
Va destacar que Jesús no va deixar de ser Déu quan es va fer home, ni va perdre cap dels seus atributs divins quan va assumir la naturalesa humana. A més, Gregori va afirmar que Crist era completament humà, inclosa una ànima humana plena. També va proclamar l'eternitat de l'Esperit Sant, dient que les accions de l'Esperit Sant estaven una mica amagades a l’Antic Testament però molt més clares des de l'ascensió de Jesús al cel i la baixada de l'Esperit Sant a la festa de Pentecosta.
En contrast amb la creença neoarriana que el Fill és anomoios, o «diferent» del Pare, i amb l'afirmació semi-arriana que el Fill és homoiousios, o com el Pare, Gregori i els seus companys capadocis van mantenir la doctrina nicea de homoousia, o consubstancialitat del Fill amb el Pare. Els Pares Capadocians afirmaven que la naturalesa de Déu és incognoscible per l'home; va ajudar a desenvolupar el marc de hypostases, o tres persones unides en una sola divinitat; va il·lustrar com Jesús és l’eikon del Pare; i va explicar el concepte de theosis, la creença que tots els cristians poden ser assimilats a Déu en imitació del Fill encarnat com a model diví.
Alguns dels escrits teològics de Gregori suggereixen que, com el seu amic Gregori de Nissa, podria haver recolzat alguna forma de la doctrina de l'Apocatàstasi, la creença que Déu posarà tota la creació en harmonia amb el Regne del Cel. Això va portar a Philip Schaff i als universalistes cristians de finals del segle xix com John Wesley Hanson a descriure la teologia de Gregory com a universalista. Aquesta visió de Gregori també la tenen alguns teòlegs moderns com John Sachs, que va dir que Gregori tenia inclinacions cap a l'apocatàstasi, però d'una manera cautelosa i no dogmàtica. Tanmateix, no és clar ni acceptat universalment que Gregori mantingui la doctrina de l'Apocatàstasi.
A part dels diversos discursos teològics, Gregori també va ser un dels primers homes de lletres cristians més importants, un orador molt consumat, fins i tot potser un dels més grans del seu temps. Gregori també va ser un poeta molt prolífic que va escriure poemes teològics, morals i biogràfics. El llibre VIII de l’Antologia grega conté exclusivament 254 epigrames seus.

### Influència
El nebot de Gregori, Nicobul, va ser el seu marmessor literari, conservant i editant molts dels seus escrits. Un cosí, Eulali, va publicar diverses de les obres més destacades de Gregori l'any 391. Cap a l'any 400, Rufini va començar a traduir les seves oracions al llatí. A mesura que les obres de Gregori van circular per tot l'Imperi van influir en el pensament teològic. Les seves oracions van ser citades com a autoritzades pel Concili d'Efes l'any 431. El 451 va ser designat Teòleg pel Concili de Calcedònia– un títol que no tenen cap altre excepte Joan l'Apòstol i Simeó el Nou Teòleg (949–1022). És àmpliament citat pels teòlegs ortodoxos orientals i molt considerat com un defensor de la fe cristiana. Les seves contribucions a la teologia trinitària també són influents i sovint citades a les esglésies occidentals. Paul Tillich acredita a Gregori de Nazianz per haver creat les fórmules definitives per a la doctrina de la trinitat. A més, la litúrgia de Sant Gregori el Teòleg en ús per l’Església copta porta el seu nom.